# Marcgravia oblongifolia
Marcgravia oblongifolia là một loài thực vật có hoa trong họ Marcgraviaceae. Loài này được Ruiz ex Wittm. mô tả khoa học đầu tiên năm 1878.